# National Geographic Channel
National Geographic Channel (Nat Geo, канал National Geographic) — американський телеканал, що транслює науково-популярні фільми виробництва Національного географічного товариства США. Канал транслює документальні фільми, основний зміст яких найчастіше має відношення до науки, природи, культури та історії.
Глядачі каналу — соціально активні люди віком від 20 до 54 років, старшокласники та студенти — всі ті, хто прагне отримувати не просто інформацію, а поживу для розуму.
Сьогодні сигнал телеканалу доступний в 171 країні світу на 38 мовах, у тому числі українською. Загальна аудиторія телеканалу по всьому світу — 440 мільйонів домогосподарств.
10 лютого 2017 року стало відомо, що National Geographic розпочав мовлення українською мовою.

## Історія
У вересні 1997 року, National Geographic Channel почав трансляцію на території Великої Британії, в Європі (крім ФРН) і Австралії. У липні 1998 року, National Geographic Channel прийшов в Азію, в мережі оператора Star TV замінивши NBC Asia Channel. Те ж саме відбулося з припиненням мовлення NBC в Європі, в 1998 році. Сьогодні канал доступний більш ніж в 143 країнах, для більш ніж 160 мільйонів домогосподарств і на 25 мовах.
В США National Geographic Channel з'явився в січні 2001 року, і є спільним підприємством Національного географічного товариства і Fox Entertainment Group. Першого листопада 2004 року розпочата трансляція телеканалу в Німеччині. В Канаді, канал належить Canwest і каналу США, в той час, як європейські версії працюють в партнерстві з дочірньою компанією Fox, British Sky Broadcasting (BSkyB), яка була продана Fox у 2007 році.
В Австралії, National Geographic Channel здійснюється через Foxtel, Optus, Austar, Neighbourhood Cable, TransTV, і SelecTV. Австралійська версія містить в собі місцевих ведучих, рекламні матеріали та певні програми.
В Новій Зеландії National Geographic Channel транслюється на SKY Network Television і TelstraClear InHomeTV.
В Південній Африці канал здійснюється за допомогою цифрового супутникового телебачення (також відомий як DStv).
На Близькому Сході мовлення йде арабською мовою з Абу-Дабі.

## Доступність в різних країнах
Список країн неповний
- Азербайджан — Life TV
- Австралія — Foxtel, Optus, Austar, Neighbourhood Cable, TransTV, SelecTV
- Білорусь — МТІС, Космос ТВ
- Близький Схід — Fox International Channels, Abu Dhabi Media Company
- Велика Британія — British Sky Broadcasting, Sky Digital, TalkTalk TV
- Німеччина — Cablecom, Unitymedia, Kabel BW, Kabel Deutschland, KabelKiosk, Telesystem, Vodafone
- Ірландія — Sky Digital, UPC, Magnet Networks, SCTV
- Ісландія — Skjarin
- Казахстан — Алма-ТВ, Digital TV, ICON (кабельне мовлення), OTAU TV (супутникове мовлення), iD TV (IPTV).
- Молдова — Sun-TV
- Нова Зеландія — SKY Network Television, TelstraClear InHomeTV
- Росія — АКАДО, Билайн, Домолинк ТВ, Диван ТВ, НТВ-Плюс, Космос-ТВ, Радуга-ТВ, Актив ТВ, Орион Экспрес, Континент ТВ, Связь-Телеком, Стрим, Qwerty, NETBYNET, Триколор ТВ, Теле Мир, Балтика ТВ, Телекарта, Ростелеком
- Румунія
- США — Fox Networks
- Узбекистан — StarsTV, UzDigitalTV
- Україна — Viasat-Україна, НТВ-Плюс Україна, Воля-Кабель, Xtra TV
- Південна Африка — MultiChoice's

## Слогани
У різний час каналом використовувалися наступні слогани:
- Замисліться (англ. Think again);
- Наважтесь вивчати (англ. Dare to Explore);
- Будьте допитливими (англ. Live Curious).

## Інші канали National Geographic

### National Geographic Channel HD
National Geographic Channel HD — телеканал, який являє собою HD версію телеканалу National Geographic Channel. Трансляція була розпочата у 2006 у в форматі 720p, але пізніше телеканал був переведений у Full HD (1080p). Трансляція ведеться в США, Канаді, Росії, Австралії, Польщі, в країнах Азійсько-тихоокеанського регіону, Азербайджані, Словаччині, Чехії, Румунії, Латинській Америці й ФРН.

### Nat Geo Music
Nat Geo Music — телеканал транслює документальні фільми про музику і культуру. Транслюється в Італії та Португалії, з березня 2010 в Білорусі, незабаром планується організація мовлення каналу і в інших країнах.

### Nat Geo Junior
Nat Geo Junior — телеканал розрахований на дитячу аудиторію. Транслюється в Нідерландах, Бельгії, Індії та деяких країнах Азії.

### Nat Geo Adventure
National Geographic Adventure — телеканал розрахований на молодіжну аудиторію. Трансляція ведеться більш ніж в сорока країнах Азійсько-тихоокеанського регіону, Європи, Близького Сходу й Австралії.

### Nat Geo Wild
Nat Geo Wild — телеканал, орієнтований на телепередачі про дику природу. Транслюється в Сінгапурі, Великій Британії, Франції, Італії, Ірландії, Індії, Туреччині, Румунії, Україні, Росії, Угорщині, Латинській Америці, Австралії, Білорусі, Казахстані. Пізніше телеканал транслюватиметься і в інших країнах.

### National Geographic Abu Dhabi
National Geographic Abu Dhabi — телеканал, що мовить на арабській і англійській мовах на території Близького Сходу. Транслюється в Саудівській Аравії, ОАЕ, Омані, Кувейті, Катарі, Бахрейні тощо.

## Програми
Список може бути неповним
- Авто - SOS
- Американські перегони
- Аферисти і туристи
- Байкери - рятувальники тварин
- Бойова техніка
- В пастці
- Вертолітні баталії
- Весела наука (телепрограма)
- Погляд зсередини
- Велика Мечеть Абу-дабі
- Війна Генералів
- Вся правда про марихуану - корисна рослина
- Кордон
- Дика природа Росії
- Дикий тунець
- Доісторичні хижаки
- Жан-Мішель Кусто: океанські пригоди
- Життя племен
- Заборони
- Поневіряння за кордоном
- Ігри розуму
- Ідеальна зброя
- Відомий Всесвіт
- Інженерні ідеї
- Конвої: битва за Атлантику
- Найкраща робота в світі
- Найкращі машини Британії
- Магістри катастроф
- Майстри бою
- Мегазаводи
- На волосинку від смерті
- На гачку: ловля монстрів
- Наземна війна
- Наука рукопашного бою
- Мавпи-злодюжки
- Відкриття Флоренції
- Особливо строгий режим
- Полювання на мисливця
- Слідами зникаючих тварин
- Наслідки
- Розслідування авіакатастроф
- Реальність чи фантастика
- З погляду науки
- Найнебезпечніші тварини
- Секунди до катастрофи
- Слідство у справах хижаків
- Суперавіаносці
- Суперспоруди
- Суперспоруди стародавності
- Таємничий космос
- Таємниці історії
- Таємниці світобудови
- Тріумф життя
- Найскладніші у світі ремонти
- Дивовижний світ з Nat Geo
- Чудеса інженерії
- Ековинахідники
- Екстремальний порятунок
- Я не знав цього
- Евакуація з Землі
- Вниз до ядра Землі
- Джеймс Кемерон: Подорож до Центру Землі
- Апокаліпсис
- Машини: розібрати і продати

## Нагороди та премії
Документальні фільми виробництва National Geographic завоювали понад 800 різних міжнародних нагород і премій.

## Україномовна версія National Geographic
9 лютого 2017 року стало відомо, що National Geographic розпочав мовлення українською мовою. Хоча, після заяви представників каналу що канал отримає україномовну аудіодоріжку, на практиці вони цього не зробили: як і раніше переважна більшість відеопродукції каналу виходить з російськомовним озвученням і протягом декількох перших місяців роботи «україномовної версії» каналу лише декілька документальних серіалів вийшли з україномовним озвученням.
National Geographic Channel з україномовною доріжкою в Україні ексклюзивно представлений інтернет-провайдером Воля.
У січні 2019 року представник каналу в Україні «Віа медіа» заявляли що у середньому 40 % контенту National Geographic виходить українською і що українська звукова доріжка нібито доступна всім операторам як на території України, так і в інших країнах, які покриває супутник, з якого здійснюється трансляція каналу.
Частково україномовна звукова доріжка присутня на каналі National Geographic Україна, Литва, СНД[джерело?].